# Eupithecia irritaria
Eupithecia irritaria là một loài bướm đêm trong họ Geometridae.